# Mystic Island
Mystic Island é uma Região censo-designada localizada no estado americano de Nova Jérsei, no Condado de Ocean.

## Demografia
Segundo o censo americano de 2000, a sua população era de 8694 habitantes.

## Geografia
De acordo com o United States Census Bureau tem uma área de
20,1 km², dos quais 19,7 km² cobertos por terra e 0,4 km² cobertos por água.

## Localidades na vizinhança
O diagrama seguinte representa as localidades num raio de 20 km ao redor de Mystic Island.